# Авангард (военно дело)
Вижте пояснителната страница за други значения на Авангард.
Във военната терминология авангард (от френски: avant-garde, буквално: avant – „напред“ и garde – „охрана“, „стража“) е името на предния отряд (или отряди) на армията по време на поход или битка.

## В поход
Обикновено авангардът се движи на известно разстояние пред главните сили с цел предпазване от разузнаването или нападенията на противника, а също и за получаването на първи сведения. В задълженията влизат и отстраняването на възможни препятствия, които могат да препречат пътя на следващата ги войска.
Силата и съставът на авангарда трябва да съответстват на числеността и състава на армията, както и от условията на местността. Преобладаваща част обикновено е пехотата, полевата артилерия се прибавя към значително по-големи авангарди. Кавалерията е необходима, и придобива толкова по-голямо значение, колкото е по-открита местността, по която се движи отрядът. Съвременният аналог на конницата са механизираните части.
В авангарда се отделя около една четвърт от наличния състав на войските. Отдалечаването от главните сили също нараства съразмерно с числеността на армията. От своя страна, по-големите авангарди се подсигуряват както с патрули, така и с преден и заден отряд, а също и с изпратени напред или встрани на движението на авангарда разузнавачи.

## В битка
При воденето на сражението, авангард се нарича този отряд (обикновено състоящ се от трите рода войски), на който се възлага започването на битката и прикритието на развръщането на главните сили. При отбранителни действия, названието „авангард“ често се заменя с „предна линия“.
Командирът на авангарда може да има решаващо влияние на хода на събитията, тъй като по негова инициатива се водят действия, в които главнокомандващия на армията нерядко е принуден да вкара допълнителни сили, дори и против намеренията си. По тази причина за командири на предните отряди следва да се избират такива хора, които се отличават с верен поглед върху събитията, наблюдателност и хладнокръвие.
В случай на отстъпление, авангардът се превръща в ариергард.
|  | Тази страница частично или изцяло представлява превод на страницата „Авангард (военное дело)“ в Уикипедия на руски. Оригиналният текст, както и този превод, са защитени от Лиценза „Криейтив Комънс – Признание – Споделяне на споделеното“, а за съдържание, създадено преди юни 2009 година – от Лиценза за свободна документация на ГНУ. Прегледайте историята на редакциите на оригиналната страница, както и на преводната страница, за да видите списъка на съавторите. ВАЖНО: Този шаблон се отнася единствено до авторските права върху съдържанието на статията. Добавянето му не отменя изискването да се посочват конкретни източници на твърденията, които да бъдат благонадеждни. |